# Leskoun
Leskoun är ett berg i Tjeckien.   Det ligger i regionen Södra Mähren, i den sydöstra delen av landet, 190 km sydost om huvudstaden Prag. Toppen på Leskoun är 342 meter över havet.
Terrängen runt Leskoun är huvudsakligen platt, men norrut är den kuperad. Runt Leskoun är det ganska glesbefolkat, med 34 invånare per kvadratkilometer. Närmaste större samhälle är Moravský Krumlov, 5,9 km nordväst om Leskoun. Trakten runt Leskoun består till största delen av jordbruksmark.